# سيري (شخصية خيالية)
سيريلا فيونا إيلين ريانون، المعروفة اختصارا باسم سيري ولدت في (1251)، هي ابنة الإمبراطور فان اميريس.

## السيرة الذاتية
سيري هي ويتشر ذات مهارة فائقة، هي وريثة العديد من العروش، وهي اخر من حمل سلالة القدماء ومصدر قوة وهبت مواهب سحرية استثنائية وسيدة المكان والزمان. سيري هي ابنة جيرالت بالتبني وحيث ذهب بها إلى كار مورهين وقام بتعليمها طرق قتل الوحوش باحتراف مع فيسيمر عندما علمو انها "المصدر", الا انها تحولت إلى لعنة وبسبب ذلك اضطرّت أن تختبئ عن العالم بأسره حتى عن جيراليت.
اما والدها الطبيعي هو إمبراطور نيلفجارد فان اميريس. أوضحت ينفر سبب رغبة الوايلد هانت في سيري حيث انهم يريدون السلطة الكامنة الموجودة في سيري. اخبرت ينفر جيرالت أن سيري شوهدت في فالن ونوفيجراد التي مزقتها الحروب.
اثبتت التقارير ان سيري قضت وقت مع كروز بيرك حيث حلت ضيفة على القائد العسكري المحلي (فليب سترنجر) المعروف بالبارون الدامي, خلال تواجد سيري في فيلين حدثت مشاجرة مع بعض الساحرات في المستنقعات, اوضحت التي كشفها قناع يوروبورس ان سيري لعبت دور هام في كارثة أرد سكليدج.

## المظهر
لدي سيري شعر رمادي وعيون خضراء، توصف بأنه فتاة نحيفة وتتمتع بجسم رياضي. خلال رحلتها من يونيكورن اصيبت بجروح خطيرة في الخد الأيسر، مما تسبب بندبة مميزة لا تمحى تمتد من أسفل العين للفك. تمتلك سيري وشم وردة حمراء أسفل الفخذ.

## المهارات
تتميز سيري بسرعة استخدام السيف، بفضل التدريب التي تلقته من قبل الويتشر في كار مورهين (وخاصة من جيرالت وفيسيمر و لامبرت).